# Židovský hřbitov ve Všerubech
Židovský hřbitov ve Všerubech se nachází na hranici katastru obce Všeruby v úzkém pruhu lesa vedoucí od vsi mezi poli na sever.
Nejstarší dochované náhrobky pocházejí z 18. století. Naposledy se zde roku 1945 konal pohřeb ženy, jež zahynula během pochodu smrti.
Místní synagoga pocházející z 19. století byla stržena v roce 1989.